# Dietrich von Kyaw
Dietrich von Kyaw (* 9. Juni 1934 in Stettin) ist ein deutscher Diplomat und war Botschafter und Ständiger Vertreter der Bundesrepublik Deutschland bei der Europäischen Union in Brüssel.

## Leben
Dietrich von Kyaw studierte Rechts- und Politikwissenschaften an den Universitäten Bonn, Chicago und Lüttich. 1953 wurde er Mitglied des Corps Borussia Bonn. Nach beiden juristischen Staatsexamen und der Promotion zum Dr. iur. trat er 1964 in den Auswärtigen Dienst. Zwischen 1964 und 1977 war von Kyaw unter anderem am Generalkonsulat in Los Angeles tätig und lernte dort auch seine Frau kennen. Er arbeitete an den deutschen Botschaften in Brazzaville in der Republik Kongo und in Bangui in der Zentralafrikanischen Republik sowie an der Ständigen Vertretung bei den Vereinten Nationen in New York City. 1984 wechselte er als Wirtschaftsgesandter an die Deutsche Botschaft Washington, D.C. 1993–1999 leitete er die  Ständige Vertretung der Bundesrepublik Deutschland bei der Europäischen Union. Er leitete als Ministerialdirigent zudem die Wirtschaftsabteilung des Auswärtiges Amtes. 1999 schied er aus dem aktiven diplomatischen Dienst aus.
Von 2000 bis 2005 war er Mitglied des Aufsichtsrates der Agfa-Gevaert AG. Seit 2000 ist er als Kommentator und Berater zu Fragen der europäischen und internationalen Politik tätig. So beriet er 2000–2003 den litauischen Verhandlungsführer im Rahmen der EU-Beitrittsverhandlungen. Dietrich von Kyaw trägt den Verdienstorden der Bundesrepublik Deutschland (Großes Bundesverdienstkreuz). Er ist Ehrenmitglied im Präsidium der Europa-Union Deutschland und kooptiertes Vorstandsmitglied der Europa-Union Berlin. Zudem ist er Mitglied der Deutsch-Ungarischen Gesellschaft sowie als Gastdozent bei Seminaren der Europäischen Akademie in Berlin tätig.

## Teilnahme an öffentlichen Debatten
2002 kritisierte von Kyaw den damaligen Bundeskanzler Gerhard Schröder in Bezug auf die mangelnde deutsche Einhaltung des Euro-Stabilitätspaktes. Schröder habe auf den „als Frühwarnung wohlbegründeten ‚blauen Brief‘“ der EU-Kommission zur deutschen Neuverschuldung europa- wie stabilitätspolitisch „opportunistisch und kurzsichtig“ reagiert. Von Kyaw befürchtete eine Schwächung der Rolle der Kommission sowie eine Verbiegung und „Unterminierung“ des Stabilitätspaktes.
2005 reihte sich von Kyaw in die Debatte um den Umgang mit den Porträts ehemaliger Diplomaten mit NS-Vergangenheit in den Ahnengalerien des Auswärtigen Amts ein. Er rief den deutschen Außenminister Joschka Fischer damals zu Vorsicht im Umgang mit der eigenen Geschichte auf. Das Ergebnis der Debatte war – anders als beabsichtigt – die Veranlassung einer ausführlichen Studie, woraufhin 2010 alle Porträts, die Botschafter aus der Zeit vor 1951 zeigen, aus den entsprechenden Galerien entfernt wurden.
Im April 2010 war Dietrich von Kyaw zu Gast in der Sendung „Standort Berlin“ bei Peter Brinkmann auf tv.berlin, um dort sein Buch Auf der Suche nach Deutschland: Erlebnisse und Begegnungen eines deutschen Diplomaten und Europäers vorzustellen. Während der knapp dreißig-minütigen Sendung bezeichnete sich von Kyaw unter anderem als „moderner deutscher Patriot“, aber auch als Europäer, der verstanden habe, dass bedeutende Probleme heute nicht mehr national zu lösen sind. Laut von Kyaw gebe es „keine Alternative zu Europa“. Vielmehr müsse man sich auf europäischer Ebene zusammenschließen, um effektive Lösungen zu erzielen. Ebenso äußerte er sich über seine im Buch geschilderten Beobachtungen zum Prozess der deutschen Wiedervereinigung sowie dem Aufbau der europäischen Währungsunion.

## Werke
- Dietrich von Kyaw: Auf der Suche nach Deutschland: Erlebnisse und Begegnungen eines deutschen Diplomaten und Europäers. BWV – Berliner Wissenschafts-Verlag, Berlin 2009, ISBN 978-3-8305-1634-7.
- Dietrich von Kyaw: Deutschland und die Selbstbehauptung Europas – Herausforderung an den demokratischen Westen. LIT Verlag, Münster 2022. ISBN 978-3-643-25046-9.